# Анело (Бреша)
Анело је насеље у Италији у округу Бреша, региону Ломбардија.
Према процени из 2011. у насељу је живело 18 становника. Насеље се налази на надморској висини од 126 м.